# Månguden
Månguden är en svensk TV-film från 1988 av Jonas Cornell med Tomas Laustiola, Per Myrberg och Agneta Ekmanner med flera.
Månguden visades i Kanal 1 två gånger under september och oktober 1988. Filmen släpptes på DVD 2010.

## Handling
En anonym amatörfilm har lämnats in till polisen. De flimrande bilderna skildrar hur en olycksbådande fullmåne lyser upp en campingplats utanför Stockholm, där en ung familj sover i sitt tält. En gestalt närmar sig från skogen, iklädd en kåpa och en besynnerlig mask, och med ett svärd i sin hand. Inte förrän fyra människor ligger döda i gräset slutar filmen, då mördaren går fram till kameran och stänger av den. Mordutredaren, John Vinge vid Stockholmskriminalen, vågar inte bekräfta det än, men vet att han fått Sveriges första seriemördare på halsen. Jakten på mördaren går via Etnologiska museet i Stockholm där man försöker att spåra mångudens mask.

## Rollista
- Tomas Laustiola – John Vinge
- Per Myrberg – Erland Salander, psykiatriprofessor
- Agneta Ekmanner – Rebecka Nordenskiöld, docent
- Heinz Hopf – Andreas Gregor
- Leif Sundberg – Ed Klimkowski
- Tord Peterson
- Stig Ossian Ericson
- John Harryson
- Lars Hansson
- Åke Lindman
- Rikard Wolff
- Thomas Hanzon